# Platvoeten
Platvoeten, oftewel platypodie (pes planus), is een afwijking aan de voet. Platvoeten zijn een veelvoorkomende afwijking die veel pijn, zwelling en vermoeidheid in de voet kunnen veroorzaken. Net als bij de meeste voetafwijkingen kan dit ook resulteren in klachten over de knieën, heupen en rug. 
Een normale voet heeft een voetboog van ongeveer 1,3 cm hoog aan de binnenzijde (als de voet op de grond rust) en is vrijwel plat aan de buitenzijde. Bij platvoeten is die voetboog zodanig verzakt dat de voetboog gedeeltelijk of geheel op de grond rust. Het tegenovergestelde is ook mogelijk, dat de voetboog groter is dan 1,3 cm, dan spreken we van een holvoet.

## Ontwikkeling
Bij de geboorte heeft iedereen platvoeten, maar rond het twaalfde of dertiende jaar zijn de voetbogen doorgaans volledig ontwikkeld. Het gebruik van steunzolen is alleen nodig bij een duidelijk afwijkende bouw van de voet en verder indien er door overbelasting overmatige eeltvorming of ernstige pijnklachten optreden. Een goede training van de voetspieren komt de ontwikkeling van de voetboog ten goede. Regelmatig blootvoets lopen is voor alle voeten goed. Als de voet volgroeid is is er met training weinig meer te doen aan de ontwikkeling van de voetboog.

## Soorten
Er zijn twee verschillende soorten platvoeten:
- Soepele platvoeten
- Stijve platvoeten

Om te bepalen of het om stijve of soepele platvoeten gaat kan men op de tenen gaan staan. Als de spieren van de tenen goed aangespannen zijn komt bij de soepele platvoet de voetboog weer terug, bij stijve echter niet.
De soepele platvoeten komen het meest voor en zijn niet slecht voor de knieën, heupen of rug. Kinderen met soepele platvoeten hoeven in principe geen speciaal schoeisel te dragen. Soepele platvoeten kunnen echter wel veel klachten veroorzaken en dan kan het prettiger zijn steunzolen te gebruiken. Deze kunnen de druk beter verdelen en zorgen dat de klachten minder worden. Steunzolen zorgen er echter niet voor dat de voet in de juiste vorm groeit. Vaak is het een kwestie van uitproberen wat het prettigst loopt.
Bij zeer ernstige klachten kan eventueel chirurgisch worden ingegrepen. De doorzakking van de voetboog wordt o.a. veroorzaakt door de spanning van de spieren en de onderlinge grootte van de voetbotjes. Met een operatie kan een botje vergroot worden wat het doorzakken vermindert. Eventueel kan de voet ook stijver worden gemaakt.
De stijve platvoeten zijn in tegenstelling tot soepele platvoeten vaak het gevolg van een aangeboren afwijking. Als iemand last heeft van stijve platvoeten zal er röntgenologisch onderzoek plaatsvinden om te bepalen wat de oorzaak is. Stijve platvoeten kunnen bijvoorbeeld veroorzaakt worden door gewrichten die uit de kom zijn of vergroeide voetbotjes. Vaak kan met chirurgisch ingrijpen de voet weer zodanig worden hersteld dat lopen zonder aangepast schoeisel mogelijk is. Dit gebeurt bij voorkeur in de jeugd als de botten nog niet uitontwikkeld zijn.

## Sporten
Platvoeten hoeven niet per se een belemmering te zijn bij lopen of sporten. Veel hardlopers, inclusief houders van olympische records, hebben platvoeten. Goed schoeisel kan helpen en ook verkiezen sommige sporters blootvoets te rennen. Platvoeten kunnen echter wel een risico voor blessures vormen.